# Balsa de Ves
Balsa de Ves là một đô thị ở tỉnh Albacete nằm ở cộng đồng tự trị Castile-La Mancha của Tây Ban Nha. Đô thị Vilagrassa có diện tích là 76,35 ki-lô-mét vuông, dân số năm 2009 là 209 người với mật độ 2,74 người/km². Đô thị Vilagrassa có cự ly km so với tỉnh lỵ Albacete.